# Lozan (Chorwacja)
Lozan – wieś w Chorwacji, w żupanii virowiticko-podrawskiej, w gminie Špišić Bukovica. W 2011 roku liczyła 440 mieszkańców.